# Assam-Erdbeben 1897
Das Assam-Erdbeben 1897 ereignete sich am 12. Juni 1897 um ca. 11:06:46 UTC in Assam, Britisch-Indien und hatte ungefähr eine Magnitude von 8,2–8,3 Mw.
Es wird angenommen, dass der Erdbebenherd 32 km unter der Erdoberfläche lag. In einem Gebiet von 390.000 km² wurden das Mauerwerk der meisten Gebäude zerstört und es war in einem Gebiet von 650.000 km² von Birma bis Delhi spürbar. Viele Gebäude im Nachbarland Bhutan wurden stark beschädigt. Es gab mehrere Nachbeben.
Trotz der Stärke des Bebens lag die Sterberate mit 1500 Opfern nicht sehr hoch, jedoch war der Sachschaden enorm.

## Hintergrund
Das Erdbeben ereignete sich an der Oldhamverwerfung, die die nördliche Grenze des Shillong-Plateaus in der Indischen Platte bildet. Es gab eine Dislokation der Verwerfung von mindestens 11 m, aber auch eine maximale Dislokation von 16 m wurde gemessen, eine der größten je gemessenen Dislokationen nach einem Erdbeben.